# Muzz Skillings
Muzz Skillings (Queens, Nueva York, 6 de enero de 1965) es un músico estadounidense, popular por haber sido el bajista original de la agrupación de heavy metal Living Colour.
Skillings tocó el bajo, realizó los coros y coescribió algunas canciones en los álbumes Vivid de 1988, Time's Up de 1990 y Biscuits de 1991.
La salida de Muzz de la agrupación, en 1992, fue debida a diferencias musicales, además de un deseo de realizar otros proyectos musicales aparte de Living Colour. En una ocasión regresó a la banda para suplir al actual bajista Doug Wimbish. Dicha grabación quedó registrada en el álbum en directo Live at CBGB's.
Skillings lidera una agrupación llamada "Medicine Stick", en la que es el vocalista y toca la guitarra eléctrica, además de ser el principal compositor.

## Discografía

### Con Living Colour
- Vivid (1988)
- Time's Up (1990)
- Biscuits (1991)
- Live at CBGB's (2005)